# Phthirusa inorna
Phthirusa inorna är en tvåhjärtbladig växtart som först beskrevs av B.L.Rob. & Greenm., och fick sitt nu gällande namn av Kuijt. Phthirusa inorna ingår i släktet Phthirusa och familjen Loranthaceae. Inga underarter finns listade i Catalogue of Life.